# CBN Tocantins
CBN Tocantins (também conhecida como CBN Tocantins Palmas) é uma emissora de rádio brasileira concessionada em Porto Nacional, porém sediada em Palmas, respectivamente cidade e capital do estado do Tocantins. Opera no dial FM, na frequência 101.9 MHz, e é afiliada a Central Brasileira de Notícias, sendo pertencente ao Grupo Jaime Câmara, que controla a TV Anhanguera Palmas e a CBN Goiânia, no estado de Goiás.

## História
Em 2007, o diretor de jornalismo da TV Anhanguera Palmas, Rogério Silva, inicia um projeto para transformar a rádio Araguaia FM em afiliada da Central Brasileira de Notícias. Originalmente uma rádio popular, foi implantado um projeto para a emissora nos moldes da nova rede, com a inserção de boletins jornalísticos. A estreia da nova emissora foi confirmada em março de 2011.
A CBN Tocantins foi inaugurada em 31 de março de 2011, sendo a primeira rádio do estado dedicada ao jornalismo e ao esporte. Em 2013, o jornalista Jorge Valeriano venceu a categoria radiojornalismo do 1º Prêmio Imprensa Fenepalmas, com a reportagem "Fenepalmas Negócios". Em 2014, a emissora passou a ser a mais ouvida de Palmas através da internet.
Em 2015, jornalistas da CBN foram premiados em categorias de radiojornalismo. Gleydsson Nunes ficou em primeiro lugar na categoria do Prêmio Fieto de Jornalismo e Nayla Oliveira venceu a categoria no Prêmio Sebrae de Jornalismo. Em 16 de dezembro de 2016, foi inaugurada a microgeradora da CBN Tocantins em Araguaína, substituindo a Rádio Anhanguera. A emissora estava em processo de migração da frequência AM 870 kHz e estreou no FM através da frequência 106.3 MHz.

## Programas
Atuais
- CBN Tocantins
- CBN Tocantins Esportes
- Debate CBN